# Online geschillenbeslechting
Online geschillenbeslechting (Engels: Online dispute resolution, ODR) is een tak van geschillenbeslechting die technologie gebruikt om geschillen tussen partijen te vergemakkelijken. Het gaat in de eerste plaats om onderhandeling, bemiddeling of arbitrage, of een combinatie van alle drie. In dit opzicht wordt het vaak gezien als het online equivalent van alternatieve geschillenbeslechting (ADR). ODR kan deze traditionele middelen om geschillen op te lossen echter ook verbeteren door innovatieve technieken en online-technologieën toe te passen op het proces.
ODR is een breed veld, dat kan worden toegepast op een reeks geschillen; van interpersoonlijke geschillen, waaronder consumenten- en consumentengeschillen (C2C) of echtelijke scheiding; voor geschillen en interstatelijke conflicten. Men denkt dat efficiënte mechanismen om online geschillen op te lossen van invloed zullen zijn op de ontwikkeling van e-commerce. Hoewel de toepassing van ODR niet beperkt is tot geschillen die voortkomen uit online transacties tussen bedrijven en consumenten (B2C), lijkt het bijzonder geschikt voor deze geschillen, aangezien het logisch is om hetzelfde medium (internet) te gebruiken voor de oplossing van e-commercegeschillen wanneer partijen zich vaak ver van elkaar bevinden.

## Definitie
Geschillenbeslechtingstechnieken variëren van methoden waarbij partijen de volledige controle hebben over de procedure tot methoden waarbij een derde partij zowel het proces als de uitkomst beheert. Deze primaire methoden voor het oplossen van geschillen kunnen worden aangevuld met informatie- en communicatietechnologie (ICT). Wanneer het proces voornamelijk online wordt gevoerd, wordt het ODR genoemd, hetgeen inhoudt dat het grootste deel van de geschillenregeling online wordt uitgevoerd, inclusief de eerste aanvraag, de neutrale benoeming, bewijsprocessen, indien nodig mondelinge hoorzittingen, online discussies en zelfs de weergave van bindende nederzettingen. ODR is dus een ander medium om geschillen op te lossen, van begin tot eind, met inachtneming van de principes van eerlijke processen.
ODR is voortgekomen uit de synergie tussen ADR en ICT, als een methode voor het oplossen van geschillen die online zijn ontstaan en waarvoor traditionele wijzen van geschillenbeslechting inefficiënt of niet beschikbaar waren.:9 De invoering van ICT bij geschillenbeslechting groeit momenteel zodanig dat het verschil tussen off-line geschillenbeslechting en ODR wazig is. Er is geconstateerd dat het alleen mogelijk is onderscheid te maken tussen procedures die sterk afhankelijk zijn van online technologie en procedures die dat niet doen. Sommige commentatoren hebben ODR uitsluitend gedefinieerd, omdat het gebruik van ADR voornamelijk heeft bijgedragen aan ICT-hulpmiddelen. Hoewel een deel van de doctrine een bredere aanpak omvat, inclusief online geschillen en andere sui generis-vormen van geschillenbeslechting, wanneer deze grotendeels worden ondersteund door op ad-hocbasis ontworpen ICT-hulpmiddelen. De laatste definitie lijkt meer geschikt, omdat hierin alle methoden worden gebruikt die beschikbaar zijn om geschillen op te lossen die hoofdzakelijk door het gebruik van ICT worden uitgevoerd. Bovendien sluit dit concept beter aan bij het feit dat ODR werd geboren uit het onderscheid met off-line geschillenbeslechtingsprocessen.
In ODR wordt het informatiebeheer niet alleen uitgevoerd door fysieke personen, maar ook door computers en software. De hulp van ICT wordt door Katsh en Rifkin de 'vierde partij' genoemd omdat ODR wordt gezien als een onafhankelijke input voor het beheer van het geschil.:93–117 Naast de twee (of meer) disputanten en de derde neutrale partij, is de labeling van technologie als vierde partij een duidelijke metafoor die benadrukt hoe technologie net zo krachtig kan zijn als het traditionele driezijdige model te veranderen. De vierde partij belichaamt een scala aan mogelijkheden op dezelfde manier als de derde. Hoewel de vierde partij soms de plaats van de derde partij inneemt, dat wil zeggen automatische onderhandeling, zal deze vaak door de derde partij worden gebruikt als een hulpmiddel om het proces te ondersteunen.
De vierde partij kan veel dingen doen, zoals het organiseren van informatie, het verzenden van automatische antwoorden, het vormgeven van communicatie op een meer beleefde en constructieve manier, bijvoorbeeld het blokkeren van grof taalgebruik. Bovendien kan het de prestaties bewaken, vergaderingen plannen, interesses en prioriteiten verduidelijken, enzovoort.:129 De hulp van de vierde partij zal de meer technologische vooruitgang vergroten, waardoor de rol van de derde neutrale partij wordt verminderd. Er is voorspeld dat virtuele "vierde partij" -beoordelaars zullen worden gemaakt om geschillen te beoordelen en in de loop van de tijd bekwamer en intelligenter kunnen worden. Katsh en Wing stellen dat de vooruitgang van ICT zich exponentieel voordoet sinds de vooruitgang van ICT in de loop van de tijd versnelt.:27 Dientengevolge nemen de ODR-processen steeds efficiënter toe, wat hun disputanten meer voordelen biedt op het gebied van tijdwinst en kostenbesparingen.

### Alternatieve definities
In de praktijk is het moeilijk om een op alles omvattende definitie van ODR te geven, en gezien het tempo van verandering is dat misschien zelfs niet mogelijk. Het gebruik van technologie houdt meestal in dat er op een bepaald moment gebruik wordt gemaakt van op internet gebaseerde communicatietechnologie, maar ODR gaat niet noodzakelijkerwijs over puur online processen - veel daarvan zouden offline met pen en papier kunnen worden nagebootst of zouden kunnen worden bereikt met behulp van computers zonder internetverbindingen.
De grote verscheidenheid van termen en afkortingen die worden gebruikt om het veld te beschrijven, vergroot de verwarring die vaak wordt gevoeld door degenen die onbekend zijn met het nieuwe veld van ODR. Deze voorwaarden omvatten:
- Internet Dispute Resolution (iDR)
- Elektronische geschillenbeslechting (eDR)
- Elektronische ADR (eADR)
- Online ADR (oADR)

ODR is de afgelopen jaren de meest gebruikte term geworden.
Het is onzeker of deze processen een nieuwe discipline van ADR vormen of een hulpmiddel om bestaande methoden voor geschillenbeslechting te verbeteren. Het meest voor de hand liggende standpunt zou zijn om ODR te beschouwen als een interdisciplinair geschillenbeslechtingsveld.